# Tomáš Suslov
Tomáš Suslov, né le 7 juin 2002 à Spišská Nová Ves en Slovaquie, est un footballeur international slovaque qui évolue au poste de milieu offensif à l'Hellas Verona.

## Biographie

### En club
Tomáš Suslov naît à Spišská Nová Ves en Slovaquie. Il est formé par le club de Tatran Prešov. Le 10 août 2018, il rejoint les Pays-Bas, en s'engageant avec le FC Groningue. Le 22 août 2019, Suslov prolonge son contrat jusqu'en 2022 avec Groningue.
Tomáš Suslov joue son premier match en professionnel le 22 février 2020, lors d'une rencontre d'Eredivisie face au VVV Venlo. Il entre en jeu à la place d'Azor Matusiwa, et son équipe s'incline sur le score de un but à zéro. Le 13 septembre 2020, à l'occasion d'un match de championnat et pour sa deuxième apparition en professionnel, il inscrit son premier but, contre le PSV Eindhoven (défaite 1-3 de Groningue). Le 23 septembre 2020, il prolonge son contrat avec le FC Groningue jusqu'en 2025. Considéré comme l'un des jeunes les plus prometteurs de son pays, il s'impose à Groningue lors de la saison 2020-2021 comme un joueur régulier en tant que milieu offensif, en soutien de l'attaquant. Dans un schéma de jeu organisé en 3-4-2-1 où il aime rentrer vers l'intérieur pour utiliser son pied gauche.
Le 1er septembre 2023, Tomáš Suslov est prêté pour une saison à l'Hellas Vérone, avec obligation d'achat sous certaines conditions.
Le 31 janvier 2024, Suslov est transféré définitivement à l'Hellas Vérone. Il signe un contrat courant jusqu'en juin 2027.

### En sélection
Avec les moins de 16 ans, il inscrit un but contre la Russie en février 2018.
Avec les moins de 17 ans, il inscrit deux buts : tout d'abord contre Saint-Marin, lors des éliminatoires du championnat d'Europe 2019, puis contre la Belgique, lors d'une rencontre amicale.
Il compte également deux sélections avec les moins de 19 ans, toutes les deux obtenues en novembre 2019.
Suslov joue son premier match avec l'équipe de Slovaquie espoirs le 8 octobre 2020 contre l'Azerbaïdjan. Il entre en jeu lors de cette rencontre remportée par son équipe (2-1 score final).
Le 12 novembre 2020, Tomáš Suslov figure pour la première fois sur le banc des remplaçants de l'équipe nationale A, mais sans entrer en jeu, lors d'une rencontre face à l'Irlande du Nord (victoire 1-2). Six jours plus tard, il honore finalement sa première sélection avec l'équipe nationale de Slovaquie face à la Tchéquie, lors d'une rencontre de Ligue des nations. Il entre en jeu au cours de la seconde mi-temps, en remplacement de son coéquipier Albert Rusnák. Son équipe s'incline par deux buts à zéro.
Il est retenu dans la liste des 26 joueurs slovaques du sélectionneur Štefan Tarkovič pour participer à l'Euro 2020.
Suslov inscrit son premier but avec la Slovaquie le 3 juin 2022, lors d'une rencontre de Ligue des nations face à la Biélorussie. Titulaire ce jour-là, il donne la victoire à son équipe en inscrivant le seul but de la partie,.
Le 7 juin 2024, il figure dans la liste des 26 joueurs slovaques retenus par Francesco Calzona pour participer à l'Euro 2024. 